# El Pueyo de Morcat
El Pueyo de Morcat (Puimorcat en aragonés) es una localidad española actualmente perteneciente al municipio de Boltaña, en la provincia de Huesca. Pertenece a la comarca del Sobrarbe, en la comunidad autónoma de Aragón.
Se encuentra en la cabecera del río Vero.

## Arquitectura
Es un conjunto urbano de pintorescos rincones y calles, con las características de la arquitectura tradicional del Sobrarbe aragonés, con portadas adoveladas y arquitrabadas, salientes y marcados hogares con enhiestas chimeneas. La fuente es abovedada.
La iglesia parroquial, del siglo XVII, presenta una sola nave cubierta con bóveda de lunetos y cerrada con testero recto. La torre es de dos cuerpos.
Actualmente sólo reside allí una familia.